# Moulin à eau du Petit-Pré de Château-Richer
Pour les articles homonymes, voir Moulin à eau (homonymie).

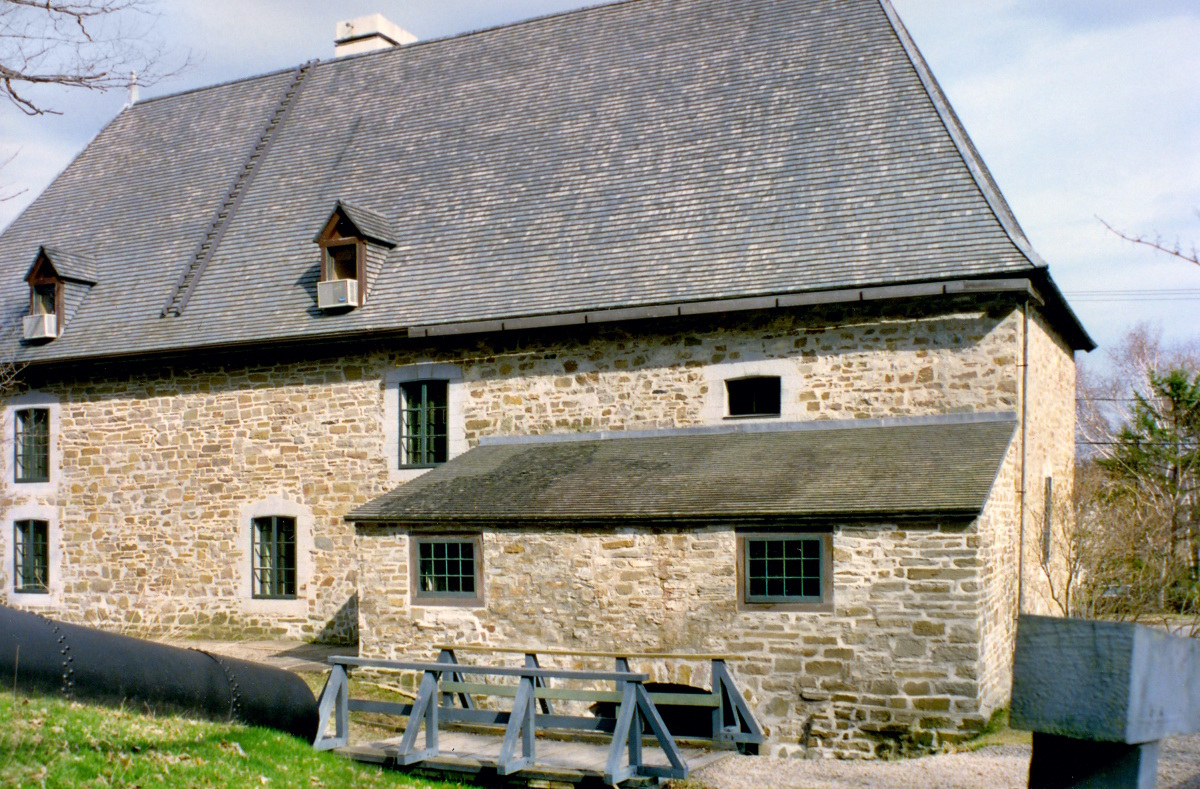
Moulin du Petit-Pré

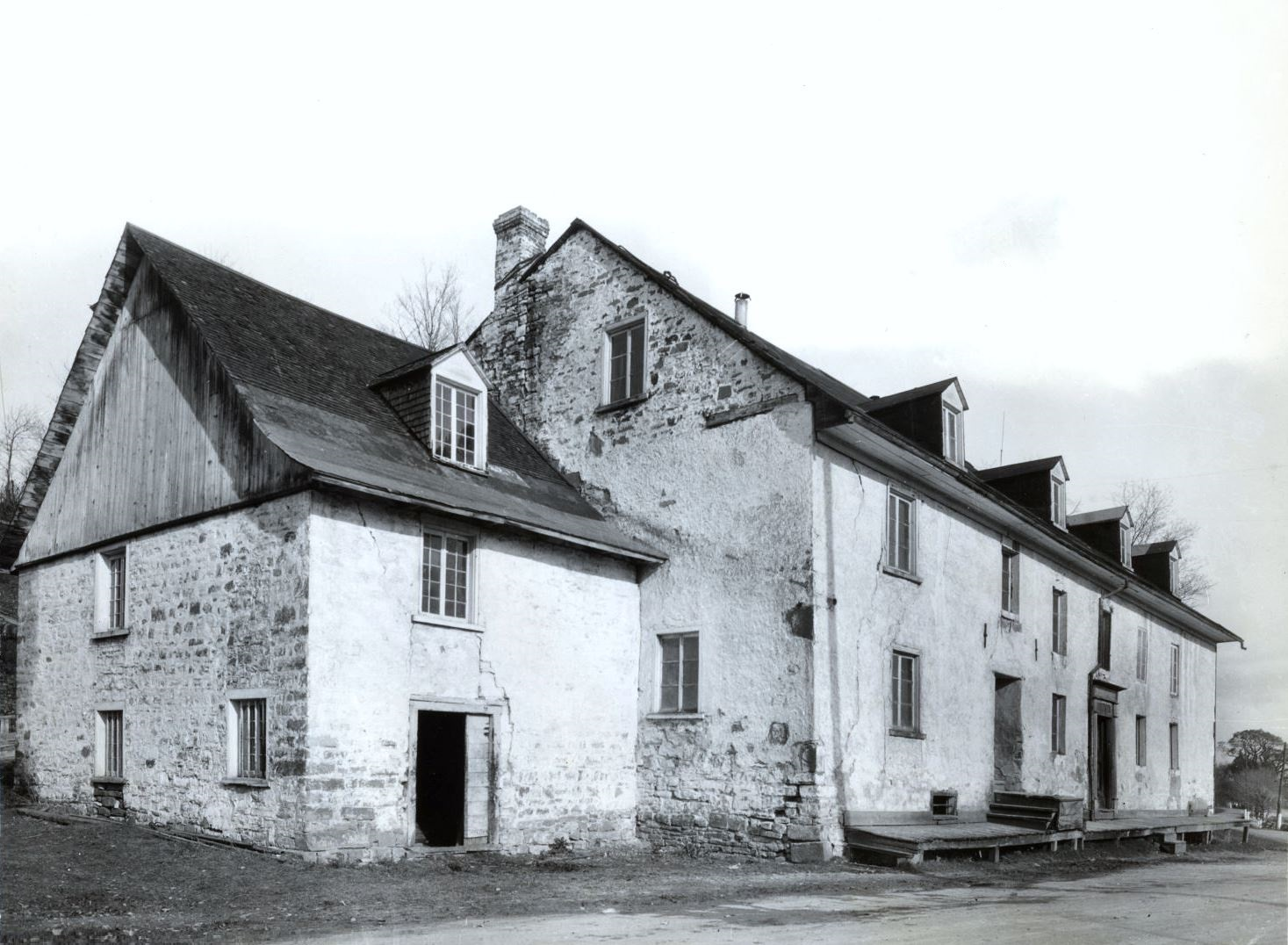
Le moulin en 1927

Le Moulin à eau du Petit-Pré de Château-Richer est l'un des derniers moulins à eau du Québec et un des plus vieux moulins à farine à vocation commerciale en Amérique du Nord.

## Identification
- Nom du bâtiment : Moulin à eau du Petit-Pré de Château-Richer
- Adresse civique : 7007 ave Royale, Château-Richer
- Municipalité : Château-Richer
- Propriété : Privée

## Construction
- Date de construction : 1696
- Nom du constructeur : Charles Pouliot
- Nom du propriétaire initial : Séminaire de Québec

## Chronologie
- Évolution du bâtiment :
- Autres occupants ou propriétaires marquants : Meunier Jean Jollain (Jolin) (164?-1724); qui travaillait le moulin pour Mgr de Laval.
- Transformations majeures :

## Architecture
Les mécanismes actuels sont ceux qui étaient au moulin Beaudet de Saint-Antoine-de-Tilly, d'où ils avaient été retirés en 1995.

## Mise en valeur
- Constat de mise en valeur :
- Site d'origine : Oui
- Constat sommaire d'intégrité :
- Responsable :

## Note
Le plan de cet article a été tiré du Grand répertoire du patrimoine bâti de Montréal et de l'Inventaire des lieux de mémoire de la Nouvelle-France.